# Големоок зъбар
Големоок зъбар (Dentex macrophthalmus) е вид бодлоперка от семейство Sparidae. Видът не е застрашен от изчезване.

## Разпространение и местообитание
Разпространен е в Албания, Алжир, Ангола, Бенин, Босна и Херцеговина, Габон, Гана, Гвинея, Гвинея-Бисау, Гибралтар, Гърция, Демократична република Конго, Египет, Екваториална Гвинея, Израел, Испания, Италия, Кабо Верде, Камерун, Кипър, Кот д'Ивоар, Либерия, Либия, Ливан, Мавритания, Малта, Мароко, Монако, Намибия, Нигерия, Португалия, Сао Томе и Принсипи, Сенегал, Сиера Леоне, Сирия, Того, Тунис, Турция, Хърватия и Черна гора.
Среща се на дълбочина от 24 до 410 m, при температура на водата от 13,2 до 17,6 °C и соленост 35,3 — 37,6 ‰.

## Описание
На дължина достигат до 65 cm.